# Nesticus shureiensis
Nesticus shureiensis là một loài nhện trong họ Nesticidae.
Loài này thuộc chi Nesticus. Nesticus shureiensis được Takeo Yaginuma miêu tả năm 1980.